# خودوسی
خودوسی (روسی: Худосей) یک رودخانه در ناحیه خودگردان یامالو-ننتس کشور روسیه است.